# Jean Hincker
Pour les articles homonymes, voir Hincker.
Jean Hincker est un photographe français né le 9 juillet 1958 à Paris. Il vit et travaille depuis 1986 dans le département des Landes.

## Biographie
Après une formation d’assistant-réalisateur dans le cinéma en 1976-1977, Jean Hincker retrouve la photographie qu’il pratique depuis l’âge de 17 ans. Amoureux du beau tirage argentique, il associe étroitement la prise de vue et le laboratoire. Son travail le conduit naturellement dans le domaine de la création et l’amène à répondre aux commandes d’agences de presse, d’entreprises et diverses institutions. Il quitte Paris pour s’installer dans le sud-ouest de la France et découvre un univers végétal dont il fera une de ses attentions photographiques essentielles en rejoignant un champ d’expression nommé Feuillagisme.
En 1992, son reportage "Péril dans la forêt" écrit par Jean-Christophe Grangé et initié par Gérard Rancinan lui vaut deux prix : celui de l’agence Reuter et celui de la meilleure parution de l’année au Sunday Times Magazine. Après un premier livre sur la forêt landaise il est remarqué par Yann Arthus-Bertrand qui lui écrit la préface de son ouvrage « La face cachée du végétal, dessine-moi une feuille » paru aux éditions Atlantica. Il renoue régulièrement avec son premier amour de photographe, à savoir le portrait. Il entame en 2009 une série photographique Village People – portraits d’habitants de villages de moins de 1000 habitants– qui fait l’objet de livres et d’expositions.
Début 2010 il démarre  une longue pérégrination photographique le long du littoral français en signant un livre sur le littoral aquitain. Il publie en 2011 aux Éditions Le Bord de l'eau un livre sur le désastre végétal subi par la forêt landaise par la tempête Klaus.
Jean Hincker est appelé régulièrement à intervenir dans le milieu carcéral et éducatif.

## Livres
- Forêt de Gascogne, l’esprit de la forêt, Éditions Atlantica, 2008
- La face cachée du végétal, dessine-moi une feuille, préface Yann Arthus-Bertrand, Éditions Atlantica, 2008
- Village people, Goos, Éditions Atlantica, 2009
- Littoral aquitain, hors saison, préface Guillemette Rolland, Éditions Atlantica, 2009
- Les landes, une forêt dévastée, préface Henri Emmanuelli, Éditions Le Bord de l'eau, 2010
- Village people, Azur, Éditions Atlantica, 2010
- Presque dehors, l’atelier différemment, Éditions Atlantica, 2010
- Village people, Hastingues, Éditions Atlantica, 2011
- Collèges d’aujourd’hui "le temps du midi ", Éditions Atlantica, 2011
- Jachères fleuries, Les Landes en couleurs, avant-propos Jean-Marie Pelt, Éditions Le Bord de l'eau, 2012
- Les Hommes de la prison, postface Tim Guénard, Éditions Le Bord de l'eau, 2014
- Littoral charentais, hors saison, Éditions Patrimoines Medias, 2015
- Littoral breton sud, hors saison, préface Pierrick Massiot, Éditions Un Autre Reg'Art, 2018
- Les cailloux de l'Atlantique, préface Gilbert Boillot, Éditions Cap de l'Etang, 2020
- L'autre temps, scènes de genre 1974-1995, préface de Manuel Rivera-Ortiz. Editions 89books, 2022
- Fruits et légumes, séances de pose. Coauteure: Guillemette Resplandy-Taï. Editions Espaces & signes, 2024

## Prix et récompenses
- 1992 Prix Reuter pour la photographie du reportage « Péril dans la forêt »
- 1992 Prix de la meilleure parution de l’année" attribué au Sunday times magazine pour le reportage « Péril dans la forêt »
- 1993 Bourse attribuée par la Drac Aquitaine
- 2004 Lauréat du Prix en photographie de l’Académie internationale des Arts Georgette Dupouy

## Dernières expositions personnelles
- 2006 Maison de la photographie des Landes, Labouheyre
- 2007 La Parade des Cinq Sens, Hastingues
- 2008 Médiathèque de Morcenx
- 2009 Galerie Arcad35, Saint-Jean-de-Luz
- 2009 Galerie Selaruaren Umeak, Ascain
- 2010 Musée de la Chalosse, Montfort-en-Chalosse
- 2010 Réserve Naturelle du Marais d’Orx, Labenne
- 2010 Médiathèque de Mérignac (Gironde)
- 2011 Médiathèque « Les temps modernes », Tarnos
- 2011 Pôle culturel du Marsan, Mont-de-Marsan
- 2011 École Nationale de l’Administration Pénitentiaire, Agen
- 2012  Pôle culturel du Marsan, Mont-de-Marsan
- 2012  Médiathèque de Pontonx sur l’Adour
- 2013  Médiathèque d’Hendaye
- 2014 Médiathèque Départementale des Landes, Mont-de-Marsan
- 2015  Maison de l'Oralité et du Patrimoine, Capbreton
- 2017 Médiathèque de Bougue
- 2018 Mairie de Magescq
- 2019  Maison de l'Oralité et du Patrimoine, Capbreton
- 2019  Médiathèque de Sanguinet, Sanguinet
- 2019  Ehpad "La chênaie", Saint-Vincent-de-Tyrosse
- 2019  Mairie de Saint-Vincent-de-Tyrosse
- 2020  Médiathèque de Rion-des-Landes

## Collections
- Galerie du Château d’eau, Toulouse.
- Musée du tabac, Bergerac.
- Centre d’Art Contemporain, Mont-de-Marsan.
- Bibliothèque Nationale, Paris.
- Château Cadillac-Lesgourgues, Bordeaux.
- Château Smith Haut Lafitte, Bordeaux.
- Frac Aquitaine, Bordeaux.